# 农工商超市集团

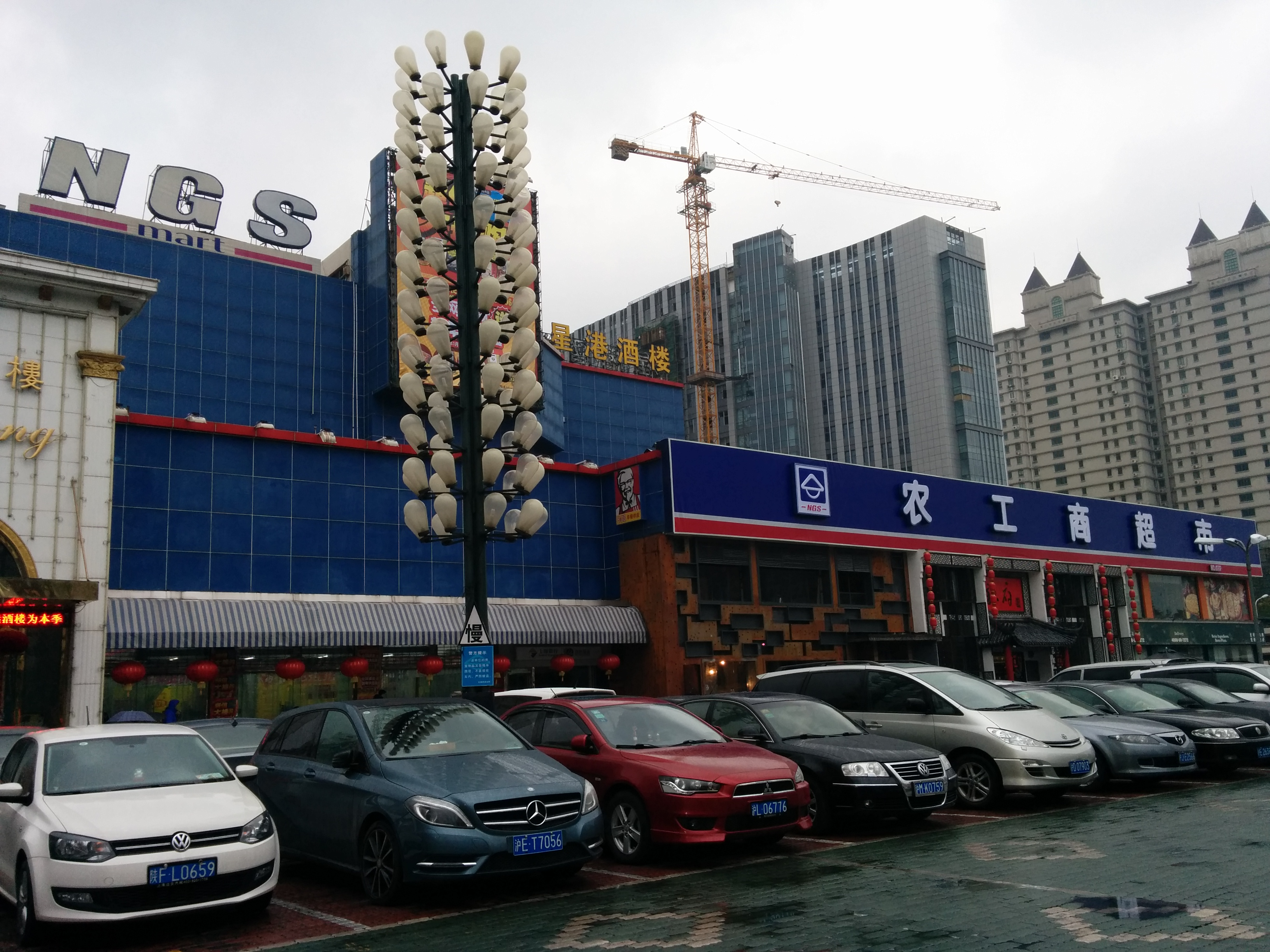
位于上海打浦路上的农工商超市

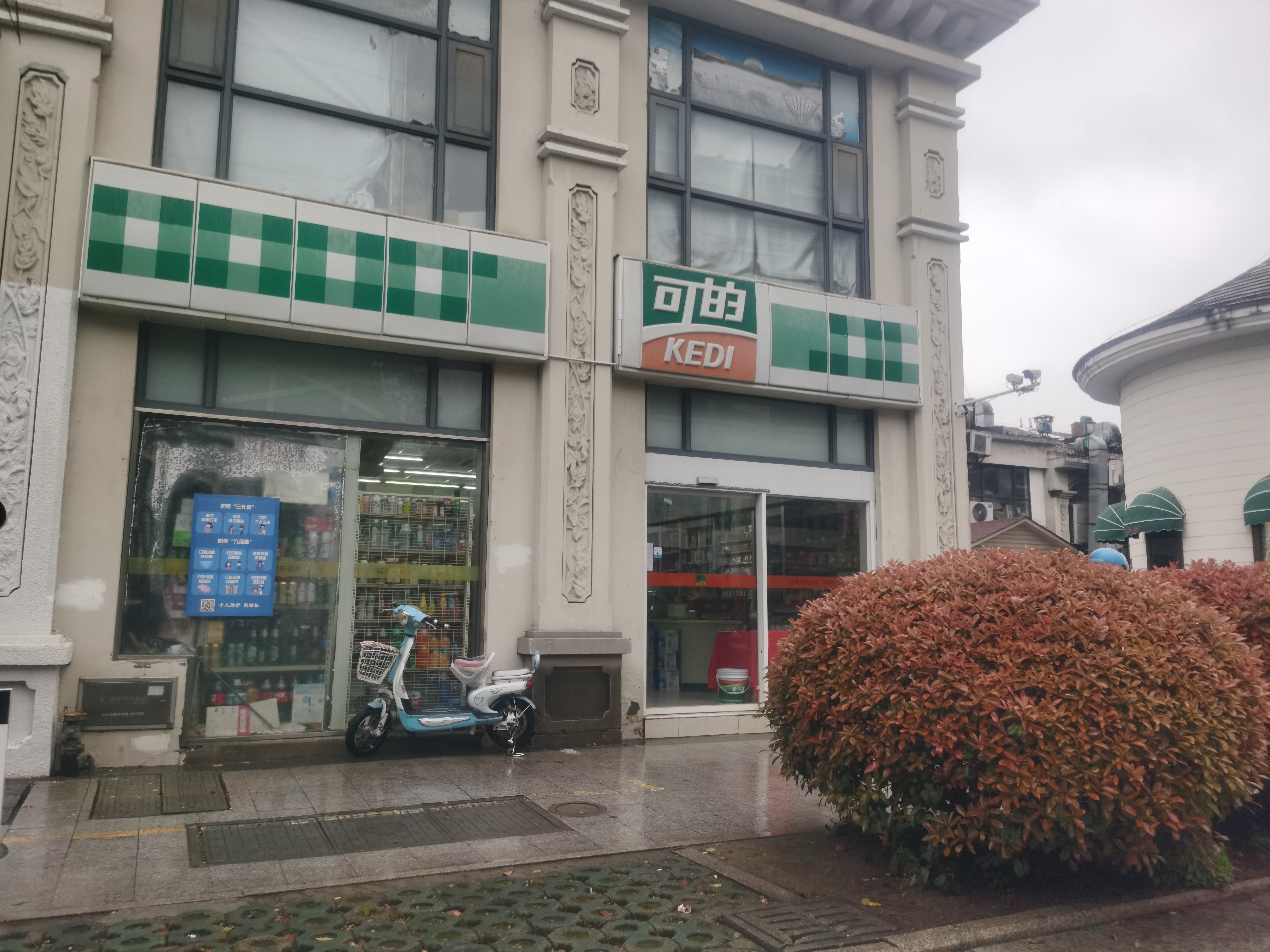
农工商超市集团旗下的可的便利店，位于江苏省苏州工业园区

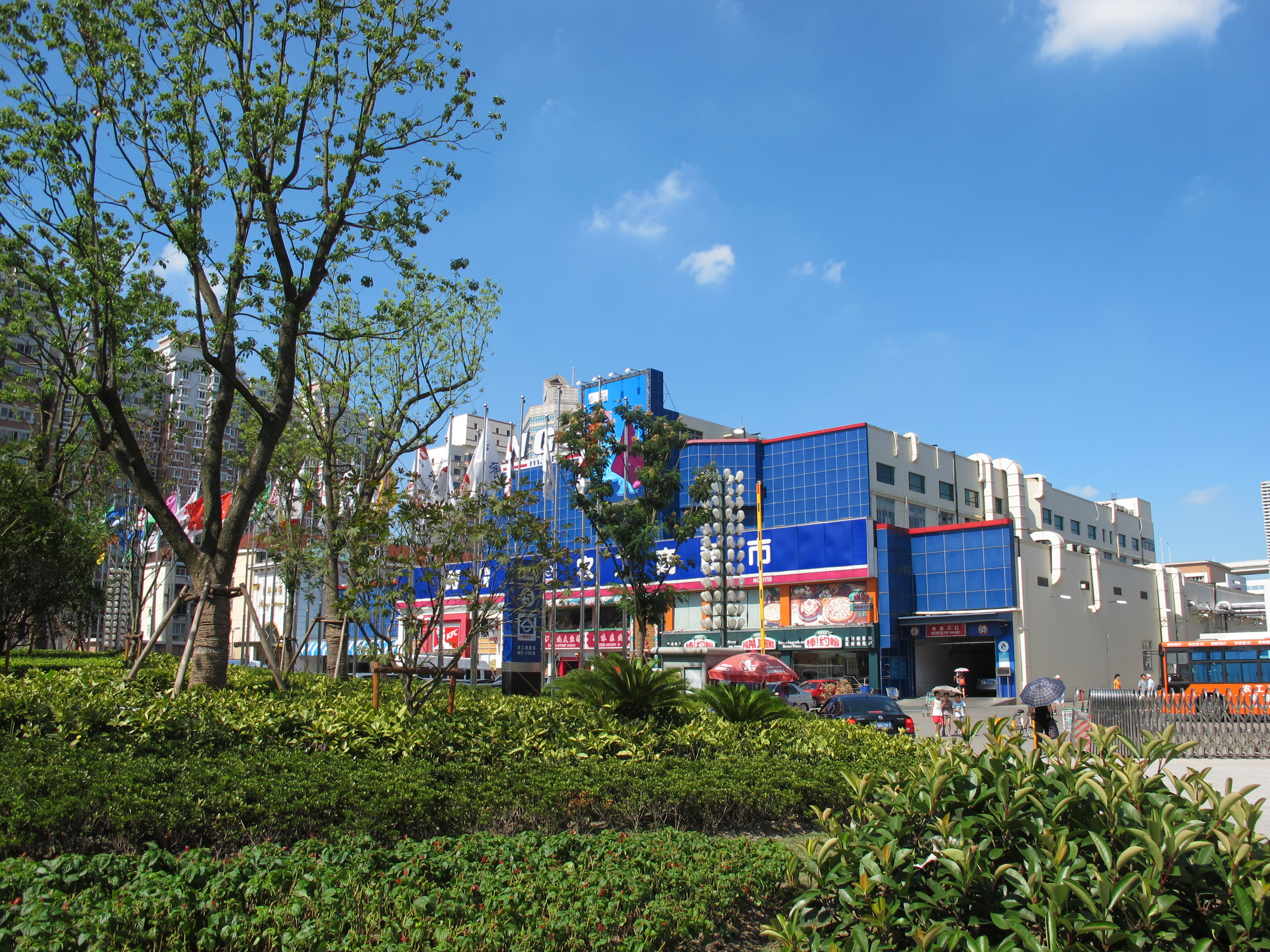
龙华东路上的农工商超市

农工商超市（集团）有限公司（英語：Shanghai Nong Gong Shang Supermarket Co., Ltd.），簡稱农工商超市集团，是一家总部设立于上海的零售连锁企业。集团经营超级市场、便利店等多项零售业务。

## 历史
其最初起源于在1993年3月8日创办的亚美和向荣超市。1994年10月，上海农工商超市总公司成立。在1990年代末的下岗潮中，农工商安置了部分上海国企的下岗职工。于2004年5月，改为现名。
农工商超市集团目前旗下拥有农工商超市，好德便利，可的便利，伍缘杂货和便利通商务等多个下属公司。截止至2016年12月31日，农工商超市共拥有2317家门店。在2016年中国快速消费品连锁百强中，其位列第10；在2012年中国连锁百强中位列第十二。公司旗下的便利店品牌好德与可的则以近似1780家门店的数量在国内排名第六。